# Theo Koenen
Theo Koenen (* 11. Februar 1890; † 8. September 1964) war ein deutscher Fußballspieler. Koenen kam am 17. Dezember 1911 in München zu einem Länderspieleinsatz in der Nationalmannschaft gegen Ungarn.

## Laufbahn
Koenen spielte ab 1901 bis 1931 beim Bonner FV. Mit den Schwarz-Weißen vom Sportplatz an der Richard-Wagner-Straße trug er von 1909/10 bis 1912/13 die Verbandsspiele in der „Zehnerliga West“ aus. Die beste Platzierung war der fünfte Rang 1912/13. Herausragender Mitspieler war Nationalspieler Josef Schümmelfelder. Koenen kam am 17. Dezember 1911 in München zu einem Länderspieleinsatz gegen Ungarn. Die Berufung erfolgte deshalb, da der ursprünglich vorgesehene Karlsruher Verteidiger Ernst Hollstein wegen eines Lehrer-Examens absagen musste. Der Defensivspieler bildete mit dem Leipziger Walter Hempel bei der 1:4-Niederlage das deutsche Verteidigerpaar. Neben Koenen debütierten auch noch Willi Knesebeck und Julius Hirsch in der DFB-Elf, welche von Kapitän Camillo Ugi angeführt wurde. Das Länderspiel leitete der spätere Verbandskapitän von Österreich, Hugo Meisl. Bei den Ungarn zeichnete sich der Angriffsführer Imre Schlosser mit zwei Toren aus. Weitere Einsätze in der Nationalmannschaft waren dem späteren Studienrat nicht vergönnt.
Für die Regionalauswahl von Westdeutschland absolvierte der Bonner Verteidiger von 1911 bis 1918 vier Spiele im Wettbewerb um den Kronprinzenpokal. Im Wettbewerb 1917/18 scheiterte er mit Westdeutschland am 29. März 1918 in Hamburg im Halbfinale gegen die Vertretung von Norddeutschland nach einer 0:3-Niederlage. Zuvor hatte die westdeutsche Vertretung am 14. Oktober 1917 in Düsseldorf die Auswahl von Süddeutschland mit 3:1 besiegt. Koenen spielte wie gewohnt als rechter Verteidiger und Walter Fischer vom Duisburger SV stürmte am linken Flügel.